# Дорзель
Дорзель (нем. Dorsel) — община в Германии, в земле Рейнланд-Пфальц. 
Входит в состав района Арвайлер. Подчиняется управлению Аденау.  Население составляет 187 человек (на 31 декабря 2010 года). Занимает площадь 7,20 км².